# Désiré-Joseph Mercier

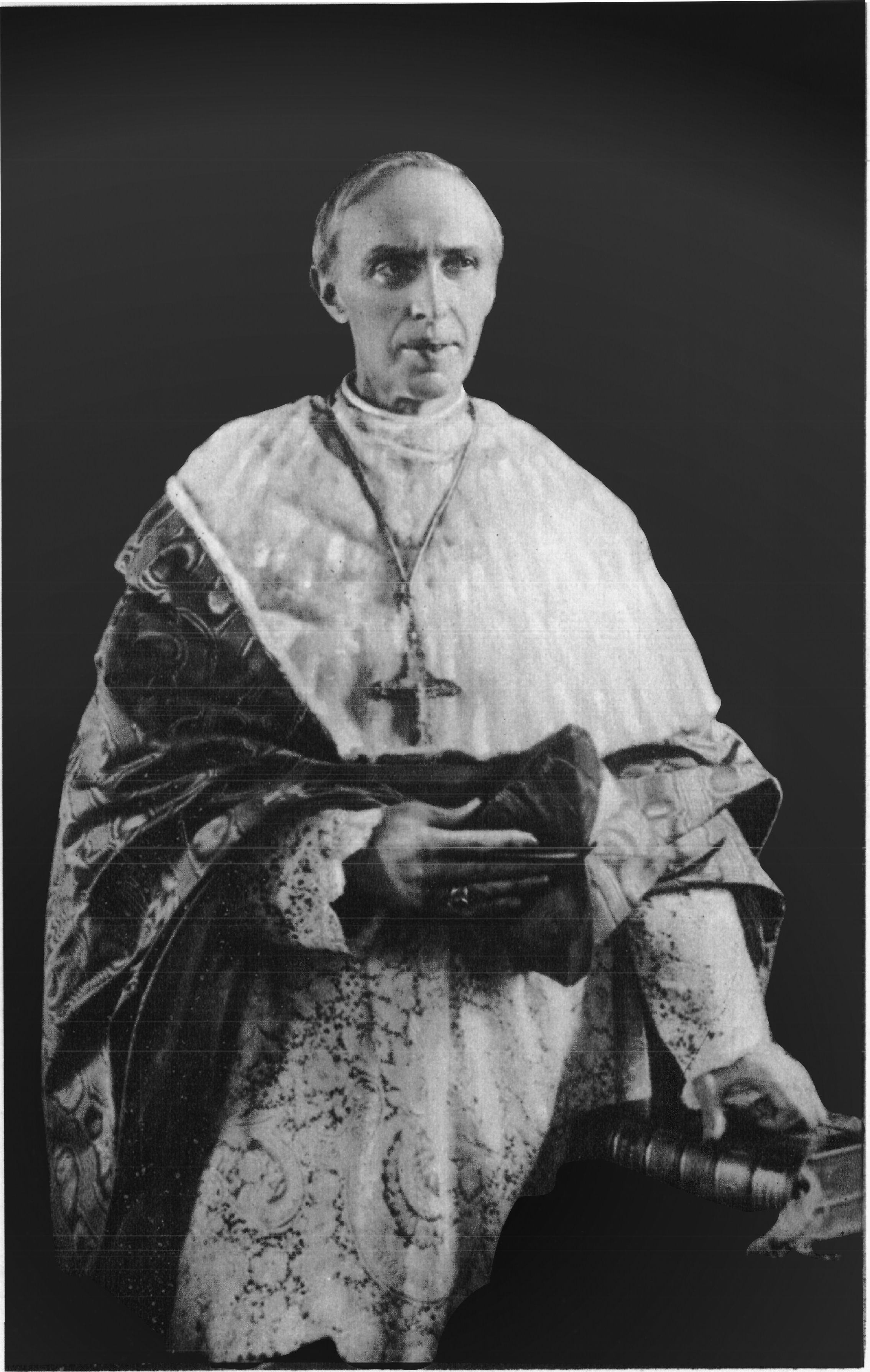
Desiré-Joseph Mercier

Kardinalswappen

Désiré-Félicien-François-Joseph Kardinal Mercier (* 21. November 1851 auf Château du Castegier bei Braine-l’Alleud, Belgien; † 23. Januar 1926 in Brüssel) war ein belgischer Geistlicher und Erzbischof von Mecheln.

## Leben
Desiré-Joseph Mercier erhielt eine humanistische Schulbildung und studierte anschließend in Mecheln, Löwen und Paris die Fächer Katholische Theologie, Philosophie und Psychologie. Er empfing am 4. April 1874 das Sakrament der Priesterweihe und promovierte nach weiterführenden Studien zum Doktor der Philosophie.
Von 1877 bis 1882 leitete Mercier das Seminar in Mecheln und unterrichtete Philosophie. Von 1882 bis 1905 dozierte er als ordentlicher Professor der Philosophie an der Katholischen Universität Löwen. Darüber hinaus versah er verschiedene Leitungsaufgaben in der Priesterausbildung seines Bistums und gab eine philosophische Fachzeitschrift heraus. Er gründete ein Institut (Institut supérieur de Philosophie in Löwen) und ein Seminar namens „Leo XIII.“. Beide Institutionen leitete er.
1906 wurde Desiré-Joseph Mercier von Papst Pius X. zum Erzbischof von Mecheln ernannt. Die Bischofsweihe spendete ihm am 25. März 1906 der Apostolische Nuntius in Belgien und spätere Kardinal Antonio Vico. Sein Wahlspruch lautete Apostolus Jesu Christi.
Am 15. April 1907 nahm ihn der Papst als Kardinalpriester mit der Titelkirche San Pietro in Vincoli in das Kardinalskollegium auf.
Mercier wurde auch Primas von Belgien. Als Wissenschaftler förderte er den Neuthomismus. Im Januar 1912 wurde er zum Präsidenten der belgischen Akademie der Wissenschaften ernannt.

### Im Ersten Weltkrieg
Im Ersten Weltkrieg wurde Belgien ab August 1914 von deutschen Truppen weitgehend besetzt. Während König Albert I. ins Exil fliehen musste, organisierte Mercier Widerstand gegen die Besatzer. Moritz Freiherr von Bissing, Generalgouverneur in Belgien (1914–1917), verbot, dass Merciers Hirtenbrief zum Neujahrstag 1915 in den belgischen Kirchen verlesen wurde. Das hielt Mercier nicht davon ab, sich im Interesse seines Volkes weiterhin mit den Besatzern anzulegen. In einem Brief an Reichskanzler Georg von Hertling sprach er Verletzungen des Völkerrechts an und verwahrte er sich gegen die Beschlagnahme der Glocken.

### Nach dem Krieg
1920 gründete er die „Internationale Vereinigung für Soziale Studien“. Unter seiner Federführung wurden die Sozialen Grundsätze von Mechelen formuliert. Er engagierte sich in Fragen der Ökumene. Auf politischer Ebene richtete er sich gegen flämische Unabhängigkeitsbestrebungen und gegen den Gebrauch der niederländischen Sprache in Kirche und Schule. Insbesondere lehnte er die Einführung der niederländischen Sprache als Universitätssprache ab, weil er französisch prinzipiell für kulturell höherstehend hielt.
Diese Haltung brachte ihm den Unmut vieler flämischgesinnter katholischer Priester und Christen ein; es erschien eine bissige Karikatur, auf der der Kardinal mit den Worten « Moi je suis d’une race destinée à dominer et vous d’une race destinée à servir. » (deutsch: „Ich bin Angehöriger einer Rasse, die dazu bestimmt ist zu herrschen, während ihr Angehörige einer Rasse seid, die bestimmt ist zu dienen.“) zitiert wird. Ob er dies wirklich jemals so formuliert hat, ist unklar.
Mercier wurde in der St.-Romualds-Kathedrale in Mecheln bestattet.

## Ehrungen und Auszeichnungen

### Verdienstorden
- Großkreuz des Leopoldsordens (Belgien)
- Burgerlijk Kruis 1ste Klasse 1914–1918 (Belgien)
- Regeringsmedaille van Koning Leopold II. (Belgien)
- Ehren- und Devotions-Großkreuz-Bailli des Malteserordens
- Großkreuz des Ritterorden der hl. Mauritius und Lazarus
- Orden der Eichenkrone (Luxemburg)
- Silvesterorden (Vatikan)
- Pro Ecclesia et Pontifice (Vatikan)
- Orden vom Doppelten Drachen (China)
- Orden des Weißen Adlers (Polen)
- Orden der Aufgehenden Sonne (Japan)
- Christusorden (Portugal)
- Russischer Orden der Heiligen Anna (Russland)
- Orden Carol I. (Rumänien)
- Orden El Sol del Perú (Peru)
- Orden Karls III. (Spanien)
- Solidaritätsorden 2. Klasse (Peru)
- Verdienstmedaille des Roten Kreuzes Rumänien
- Verdienstmedaille des Roten Kreuzes USA

### Mitgliedschaften
- Aufnahme in den Ritterorden vom Heiligen Grab zu Jerusalem
- Aufnahme in die französische Ehrenlegion
- Mitglied der Académie royale des Sciences, des Lettres et des Beaux-Arts de Belgique (Classe des Lettres et des Sciences morales et politiques)[6]

## Werke (Auswahl)
- Contre les barbares. Lettres, mandements, protestations du primat de Belgique pendant l’occupation allemande. Blond & Gay, Paris 1917.
- Métaphysique génerale ou ontologie. Université, Leuven 1919.
- Les origines de la psychologie contemporaire. Université, Leuven 1925.
- Patriotisme et endurance. Dessain, Malines 1914.
- Priesterwürde und Priesteramt. (« A mes séminaristes »). Steffen, Limburg 1922.
- The voice of Belgium. Being the war utterances of Cardinal Mercier. Burns & Oates, London 1977.